# Marko Divković
Marko Divković (født 11. juni 1999) er en kroatisk fodboldspiller, der spiller som wingback for Brøndby IF i Superligaen

## Karriere

### Ungdomsår
Divković startede sin karriere i sin lokale fodboldklub Polet i Donje Novo Selo, inden han gik videre til den større NK Otok. Han blev efterfølgende spejdet af Arsenal-spejdere og flyttede til Arsenals græske akademi med base i Loutraki. I begyndelsen af 2017 sluttede Divković sig til DAC Dunajská Streda.

### FC DAC 1904 Dunajská Streda
Divković fik sin Fortuna Liga-debut for DAC mod Železiarne Podbrezová den 22. juli 2017. Han blev skiftet ind i anden halvleg som erstatning for Erik Pačinda, der scorede kampens eneste mål. DAC slog Podbrezová 1-0.

### Brøndby
Den 31. august 2021 skiftede Divković til den danske  Superliga-klub Brøndby IF på en sæsonlåneaftale med mulighed for køb.

## International karriere
I august 2019 modtog Divković en forudinvitation til Kroatiens U21-hold, men deltog ikke i nogen kampe.